# Lycosa jagadalpurensis
Lycosa jagadalpurensis este o specie de păianjeni din genul Lycosa, familia Lycosidae, descrisă de Gajbe în anul 2004. Conform Catalogue of Life specia Lycosa jagadalpurensis nu are subspecii cunoscute.